# Acontias gariepensis
Acontias gariepensis là một loài thằn lằn trong họ Scincidae. Loài này được Fitzsimons mô tả khoa học đầu tiên năm 1941.